# La circostanza
La circostanza is een Italiaanse dramafilm uit 1973 onder regie van Ermanno Olmi.

## Verhaal
Een welvarende zakenman dreigt zijn baan te verliezen. Zijn vrouw vindt het gezinsleven onbevredigend en zijn zoon en dochter zijn intussen oud genoeg om onafhankelijk te zijn. Zijn vrouw ontfermt zich over een jong verkeersslachtoffer. Zijn zoon vindt troost in zijn uitvindingen en bij zijn vrouw en kind. De jonge dochter vindt troost in haar gevoel voor romantiek.

## Rolverdeling
| Acteur            | Personage |
| ----------------- | --------- |
| Ada Savelli       | Laura     |
| Gaetano Porro     | Vader     |
| Raffaella Bianchi | Silvia    |
| Mario Sireci      | Tommaso   |
| Massimo Tabak     | Beppe     |
| Enrico Bertoni    |           |
| Rodolfo Bignami   |           |
| Roberto Birago    |           |
| Aleardo Coatti    |           |
| Renato Franco     |           |
| Manlio Giuffrida  |           |
| Sergio Giuffrida  |           |
| Cesare Giussani   |           |
| Antonio Maimoni   |           |
| Massimo Mirani    |           |